# Émile Mariotte
Émile Mariotte, né le 11 janvier 1849 à Esnouveaux (Haute-Marne) et mort le 30 septembre 1911 à Paris, est un poète et journaliste français.

## Biographie
Né en 1849, Émile Mariotte fait ses études à Chaumont avant d'embarquer pour l'Orient où il voyage quelques années afin d'obtenir de l'inspiration pour l'écriture de nombreux poèmes sur la Perse, l'Arabie et l'Égypte.
Il est un des premiers adhérents de la Ligue de la patrie française et un des principaux collaborateurs du journal La Nation.

## Œuvres
- Les Déchirements, poésies, Alphonse Lemerre éditeur, Paris, 1886

## Sources
- Angelo De Gubernatis, Dictionnaire international des écrivains du jour, Volume 3, 1891, p. 1440